# Jesus Kristus i Det Nye Testamente
 Denne artikel bør gennemlæses af en person med fagkendskab for at sikre den faglige korrekthed.
    Artiklen er en oversættelse af den tyske "Jesus Christus im Neuen Testament" i denne version 
Den må kontrolleres for korrekt oversættelse og for brug af sædvanlige danske vendinger.

Jesus Kristus er centralfiguren i Bibelens Nye Testamente (NT), der forkynder ham som Guds søn og den ventede messias, som flere af de gammeltestamentlige profeter havde spået om. De fleste forskere antager, at ingen af forfatterne til NT's skrifter kendte den historiske Jesus, mens kristen tradition siger at Johannesevangeliet blev skrevet af apostlen Johannes, at Matthæusevangeliet blev skrevet af apostlen Matthæus, Petersbrevene af Simon Peter, Judasbrevet af enten Jesu bror Judas eller Judas Thaddæus og Jakobsbrevet af Jesu bror Jakob. Helt centralt for beskrivelsen af Jesus i NT er hans lære samt hans død og opstandelse.

## Jesu opvækkelse eller opstandelse
Denne tildragelse er hovedindholdet i det urkristne frelsesbudskab, der i sin kerne lyder (det såkaldte Kristuskerygma 1 Kor 15,3-5):
... at Kristus døde for vore synder efter Skrifterne, at han blev begravet, at han opstod på den tredje dag efter Skrifterne, ...
Dette trosudsagn beroede på bestemte erfaringer med Jesus efter hans død. Evangelierne fortæller om hans liv og død fra begyndelsen og frem til den. Derfor er påsketeksterne et fornuftig udgangspunkt for fremstillingen af kristologien i Det Nye Testamente.
Det ældste evangelium berettede fra begyndelsen ikke om Jesu tilsynekomst efter påske, men antyder det blot i Markus 16,5. Senere har kristne skrivere imidlertid sat en afslutning på 12 vers ind, hvor tilsynekomsten beskrives. Kun de øvrige evangelier og Apostlenes Gerninger 1 / 9 / 22 beretter derom. Heller ikke de nytestamentlige breve, med undtagelse af 1. korintherne (citeret forneden) fortæller om dette.

### De første øjenvidner
Paulus er den tidligste forfatter af et NT-skrift, og han beretter at han selv har set den opstandne. Han overtog fra urmenigheden i Jerusalem omkring 36 et første credo, et bekendelsesudsagn, i forbindelse med en vidneliste (1 Kor 15,3-8):
at Kristus døde for vore synder efter Skrifterne,
at han blev begravet, at han opstod på den tredje dag efter Skrifterne,
at han blev set af Kefas
dernæst af de tolv.
Dernæst blev han set af over fem hundrede brødre på én gang, de fleste af dem er endnu i live, men nogle er sovet hen.
Dernæst blev han set af Jakob, siden af alle apostlene.
Paulus formulerer her alle urkristnes tro og fastslog dermed at mange øjenvidner endnu var i live og kunne spørges. Det er forresten interessant at bemærke, at Paulus er den eneste, der omtaler de 500 brødres møde med Kristus. Så tilføjede han sin egen Jesusvision:
Men sidst af alle blev han også set af et misfoster som mig;
Paulus opfattede dette syn som en kaldelse (Gal 1,15) og begrundede dermed som profeten Jeremias sin ret til at missionere blandt folkene. Han beskrev ikke nærmere sin såkaldte "Damaskusoplevelse" (sml. ApG 9,1-9), men betonede kun at han så Jesus i Guds herligheds lysglans (2 Kor 3,18)

### Den tomme grav
Den ældste lidelsesberetning som Markus overtog, fremstiller i fortællende stil det urkristne credo og sluttede med opdagelsen af Jesu tomme grav på "den tredje dag" efter hans død (Mark 16,1-8). Endnu var det kun kvinderne blandt Jesu tilhængere der var til stede (Mark 15,40f). Enkelte så hvor han var blevet begravet (Mark 15,47). Efter sabbatten ville de efter jødisk skik salve og på den måde ære den døde (Mark 16,1), og derved fandt de graven tom. Forklaringen på dette havde de så fået af en ung mand i hvide klæder, altså en engel (v. 6-7):
Vær ikke forfærdede! I søger efter Jesus fra Nazaret, den korsfæstede. Han er opstået, han er ikke her. Se, dér er stedet, hvor de lagde ham! Men gå hen og sig til hans disciple og til Peter, at han går i forvejen for jer til Galilæa. Dér skal I se ham, som han har sagt jer det.
Dette henviser til den tidlige vidneliste. Deres "seen" var denne erkendelse: at Gud har oprejst den tidligere korsfæstede galilæer; derfor var hans grav tom. Alle der ikke så ham, blev sendt af sted hvorefter han så gav sig til kende: Dette kaldte dem på ny ind i kredsen omkring Jesus . Den betonede henvisning til den "korsfæstede" stiller Guds endegyldige livsskaben over for den uretmæssige ombringelse af mennesker og henviser til den urkristne prædiken i Jerusalem (ApG 4,10): ... ham som I korsfæstede, men som Gud oprejste fra de døde, ....
Kun hos Markus ender beretningen med at kvinderne flygter, og at de intet siger om deres oplevelse (Mark 16,8). Dette minder om mændenes flugt ved pågribelsen af Jesus (Mark 14,50), og gør det klart at kvinderne slet ikke kunne træffe dem. Dette spiller også skjult på Es 52,15 om "Herrens lidende tjener", hvor det drejer sig om at ophøje den foragtede, "for os" henrettede tjener:
... for det, de ikke har fået fortalt, ser de, og det, de ikke har hørt, indser de
Over for dette kan kun Jesu egen tilsynekomst overvinde skræk, angst og sorg, og forvandle det til glæde (Matt 28,8) og skabe tro på ham (Joh 20,20). Det gør det nærliggende (at tro) at Jesusvisionerne allerede var bekendt, og havde fundet sted i eller på vejen til Galilæa (Emmaus, Luk 24,13) : altså nogle få dage efter disciplenes flugt og Jesu død.
Gravoverleveringen er omstridt
Det historiske indhold i gravoverleveringen er stærkt omstridt. Nogle NT-forskere (bl.a. Rudolf Bultmann) anser teksten for en sen apologetisk legende der efterfølgende skulle "bevise" Jesu opstandelse. Andre  går ud fra at begivenheden ved graven "på den tredje dag" var historisk og at det først var Markus der forbandt beretningen med budskabet om englen med Jesu tilsynekomst.
Derfor taler at vidnelisten ikke nævner nogen kvinder, og at gravhistorien ingen mænd nævner, men kun kvinder som vidner til Jesu gravlæggelse. Kvinderne havde i den patriarkalske jødedom ingen vidneret og derfor kan deres oprindelige tavshed være plausibel. Ifølge Luk 24,11 anså mændene meddelelsen om den tomme grav for at være et "rygte" eller løs snak (Martin Luther oversatte til "Märchen“, eventyr) og troede dem ikke før Jesus selv overbeviste dem. Det er nærliggende at Jesu tilsynekomst fulgte uafhængigt af, men kort efter opdagelsen af den tomme grav. At dette må have været kendt i Jerusalen viser Matt 28,13 : "... og de sagde: I skal sige: Hans disciple kom om natten og stjal ham, mens vi sov. ...". Denne polemik mod de urkristne overleveres også af Mishna.
Dengang blev jødiske martyrer æret ved udbygningen af deres grave for at betone deres ret til fremtidig opstandelse. Dette var unddraget de urkristne: Hvorfor leder I efter den levende blandt de døde? (Luk 24,5). Derfor manglede Jesu grav i den første Petersprædiken og i Paulus' breve. Dog, hvis man ikke bagefter kunne fremvise en tom grav, havde budskabet om hans opstandelse næppe kunne holde.

### Jesus møder to disciple: "Vandringen til Emmaus"
Ifølge Luk 24,13-35 mødte to af disciplene Jesus på vejen fra Jerusalem til Emmaus. De genkender ham ikke, men meddeler ham deres sorg og skuffelse.
Og vi havde håbet, at det var ham, der skulle forløse Israel. Derpå udlægger han skriften for dem: Skulle Kristus ikke lide dette og gå ind til sin herlighed?. De beder ham om at blive, hvad han gør og spiser et aftenmåltid med dem og bryder brødet som ved Pesachmåltidet før sin død. Da åbnedes deres øjne, og de genkendte ham; men så blev han usynlig for dem.
Derefter taler de om oplevelsen – Brændte vore hjerter ikke i os, ...? – og vender så tilbage til Jerusalem og møder de elleve som er samlet dér og hører deres bekræftelse: Herren er virkelig opstået, og han er set af Simon (Luk 24,34).
Teksten repræsenterer lukansk teologi: Evangelisten ville vise hvordan man også uden en egen vision kan blive kristen. Bibeludlægning, nadver, udveksling af erfaringer med Jesus og en fælles trosbekendelse er vel indgået i en gudstjeneste hos de urkristne. Navnet "Kleofas" (v. 18) for en af disciplene – den anden forbliver ubekendt – er sikkert tilføjet senere. Havde vidnet været historisk, ville urmeningheden formodentlig have opført det på deres vidneliste. Den trossætning som teksten trækker på, bliver af NT-historikere betragtet som meget gammel og vurderes som fortællingens forudsætning. Den minder om at Peter så den opstandne som den første og derpå meddelte det til andre. Også Mark 16,7 nævner ham ved siden af de øvrige disciple. Dette bekræfter begyndelsen af vidnelisten fra (1 Kor 15,3-5).

### Jesu tilsynekomst for de elleve
Alle evangelier beretter om at Jesu viste sig for de første disciple (elleve uden Judas). Alle bruger dette til at begrunde den opgave at missionere blandt folkene. Hvert evangelium formulerer dette på forskellig måde og viser derved et særligt teologisk sigte. Missionsopgaven var altså allerede et fast dogme, der samtidig kunne formuleres forskelligt.
- Mattæus 28,1-20 overtog og forandrede gravhistorien: Kvinderne, der hos Markus endnu var frygtsomme og intet viderebragte, er nu glade og skynder sig at udføre deres opgave. De møder Jesus selv, der gennem dem beder disciplene om at komme til et bjerg i Galilæa. Dér viser han sig for dem og åbenbarer den magt han har fået af Gud og giver dem den opgave at missionere blandt folkene ("missionsbefalingen" v. 16ff). Dette indebærer dåben i hans navn og overholdelsen af alle hans bud (Bjergprædikenen Matt 5 – kap.5-7)

- Lukas 24,36-53 og Johannes 20,19-23 har både fælles og særlige beskrivelser vedrørende de elleves vision: Jesus viste sig "om aftenen den samme dag, den første dag i ugen" (v.11), trådte frem for de forsamlede (Joh: gennem lukkede døre), hilste dem med fredshilsenen "Shalom“, overvandt deres angst og svigtende tro (Luk: ved at spise / Joh: ved at vise sårmærker), udlagde skriften for dem (Luk) henholdsvis gav dem Helligånden (Joh), og sendte dem ud i verden for at forkynde tilgivelse for synd og anger (Luk) / for at løse og binde synd (Joh).

- Markus 16,9-20 er en senere tilføjelse til den oprindelige slutning på evangeliet: Det forudsætter allerede Jesu møde med Maria (Joh 20) og "Vandringen til Emmaus" (Luk 24) som Markus endnu ikke kendte. Det bringer de forskellige beretninger om Jesu tilsynekomst i en sådan rækkefølge at modsætninger kan udjævnes. På den måde modsiger det dog vidnelisten: dér står de elleves vision i begyndelsen af alle de førstkaldedes; her står det ved slutningen. De kristnes universelle missonsopgave indeholder nu også fuldmagt til at uddrive dæmoner, analogt til den af Markus overleverede eksorcisme hos Jesus (v. 17).

Alle evangelier betoner identiteten af den opstandne med den korsfæstede person, det nye legeme med det gamle legeme: dermed undgår de vel den gnostiske tese om "skindød". At den opstandne tog næring til sig kunne imidlertid betyde at han blot levede videre, ikke at han var udødelig. Dog forkynder teksten også at han ikke mere var underkastet naturlovene, men kunne gå gennem vægge (Joh 20,19); at han viste sig flere steder på en gang (Luk 24,33-36) – Ifølge 1 Kor 15,50-f kan det nye legeme ikke "arve" det gamle, men det himmelske legeme forvandler det jordiske fuldstændigt. På denne måde bekræftede Paulus indirekte evangelieberetningen; Paulus som ikke har set ud til at vide noget om den tomme grav.
Om og hvor Jesus viste sig for de elleve disciple – i Galilæa (Mark/Matt) eller i Jerusalem to dage efter Jesu død (Luk/Joh) – kan ikke længere fastslås. Ved en discipelflugt tre dage før var begge umulige. Derfor forklarer hver af evangelisterne discipelsammenkomsten på forskellig måde: Hos Mattæus viste Jesus sig for kvinderne ved graven i tilknytning til engle. Hos Lukas giver "Emmausoplevelsen" anledning til at de elleve straks vender tilbage. Hos Johannes forblev Peter i Jerusalem og var ved Jesu grav, men Maria så den først. Således knytter evangelisterne gravberetningen sammen med tilsynekomsten på forskellige måder for at kunne forklare discipelsammenkomsten.

### Senere tekster om tilsynekomsten
- Markus 9,1-13 påminder med Jesu "forklarelse på bjerget" i Galilæa om en Jesusvision efter påske (v. 9) for Peter, Jakob og Johannes. Gal 2,9 nævner disse navne som urmenighedens "søjler", så man kan formodentlig antage at de har fået deres lederpositioner på grund af en sådan Jesusvision. Markus tyder dette som en åbenbaring før påske af Guds udvalgte søn som har afløst Moses (jødedom) og Elias (= Johannes Døber, Mandæisme)

- Johannes 20,1-18 omformer den overleverede gravhistorie til den opstandnes selvåbenbaring. Teksten modsiger åbenbart bevidst den synoptiske tradition: Maria Magdalene, ikke Peter så som den første Jesus. Derfor betrådte Peter som den første den tomme grav. Den johannæiske slutredaktion har indføjet "den discipel som Jesus elskede" idet den lader ham løbe om kap med Peter og først betræde den tomme grav for at underbygge sin autoritet. Det bekræfter at uden Jesu egen tilsynekomst kunne den tomme grav kun afstedkomme frygt og skræk, men ikke bevirke en tro på Jesu opstandelse. Og det bekræfter desuden at kvinder var de første (påske)vidner  – om de nu så ham selv eller blot fandt hans tomme grav.

- I Johannes 21,1-14 viser Jesus sig for syv af de første disciple ved bredden af Genesaret sø, hvor han først kaldte dem som disciple. Han hjælper dem med at gøre en stor fiskefangst. Den discipel "som Jesus elskede" erkendte som den første: Det er Kyrios. Denne indbyder dem til et fælles måltid, forbereder det og spiser med dem. – Også denne tekst blev tilføjet til en tidligere slutning på evangeliet (Joh 20,31) og hører til dets endelige redaktion (v. 24). Den forudsætter episoden om det vidunderlige fiskedræt (Matt 4,18-22, Luk 5,1-11) og erindrer om Jesu kaldelse af de første disciple (Mark 1,16-20) og vil opmuntre dem til mission og indbyde nydøbte til nadver. – Fisken blev for forfulgte kristne i Rom til et hemmeligt kendetegn: græsk Ichtys står for bekendelsesformlen Iésous Christos Theou (h)Yios Sótér ("Jesus Kristus, Guds søn, frelser")

### Det formodentlige forløb af påskebegivenhederne ifølge evangelierne
Hvad der skete efter Jesu død fortæller evangelierne dels overensstemmende, dels i modsætning til hinanden. Derfor lader det nøjagtige begivenhedsforløb sig næppe rekonstruere. NT giver kun enkelte holdepunkter:
- Jesus blev endnu aftenen før sabbatten lagt i en frisk, nygravet klippehule. Enkelte kvinder fra hans tilhængerskare så hvor man begravede ham.
- Dagen efter sabatten ville man salve den døde. Derved opdagede de den tomme grav.
- Disciplene var imidlertid hver for sig vendt tilbage til Galilæa. På vejen havde nogle af dem haft en vision: de havde erfaret at Jesus var opstået.
- Skønt disse visioner havde mange lighedspunkter, fandt de dog sted uafhængigt af hinanden, både hvad angår tid og sted (Luk 24,34).
- Disciplene søgte på ny kontakt med hinanden, delte oplevelser og vendte tilbage til Jerusalem hvor jøder ifølge jødisk profeti afventede verdens ende.
- I byen traf de kvinderne som viste dem den tomme grav. Deres beretning herom blev omformet til "synet" af Jesus i Galilæa.

Disciplenes tilbagevenden til Jerusalem fulgte altså sandsynligvis uafhængigt af kvindernes opdagelse af den tomme grav. De vendte så ikke tilbage ubetinget samtidig, men på grundlag af de erfaringer og oplysninger de hver især havde gjort og erfaret. Af den grund antager en række NT-eksegeter at de ældste notitser om disciple som Jesus "viste sig for" på vejen til Galilæa, afspejler ægte oplevelser, da dannelsen af menigheden i Jerusalem efter disciplenes flugt ellers næppe lader sig forklare. Andre NT-forskere anser opstandelsesberetningerne for ren subjektiv projektion uden ydre anledning.
Hvem af disciplene der havde en sådan vision af den opstandne Jesus, hvornår og hvor, forbliver i NT flertydigt. Evangelierne bekræfter kun Peters første-vision og derudover enkelte andre ubekendte disciple uden at beskrive disse nærmere. Om en tilsynekomst af Jesus frem for "500 brødre" og "alle apostlene" som den ældste vidneliste anfører, beretter de intet. "Himmelfarten" (ApG 1) gjaldt kun de elleve; "massevisionen" betyder eventuelt en massedåb som efter pinseprædikenen (ApG 2,41).

### Teologiske tydninger af påsketeksterne
- Gud har handlet

Alle påsketekster fra Det Nye Testamente (NT) forkynder: Kun Gud selv kunne oprejse Jesus. Ingen var til stede. Kun den opstandne selv kunne åbenbare sig for disciplene. Ingen erkendte ham selv. Kun enkelte af de første disciple og Paulus så den opstandne. Denne var kun at se for en kort tid (ApG 1,2-5): deri stemmer vidneliste, evangelier og apostelhistorien overens.
Det betoner den særlige karakter af det forkyndte som en virkelig hændelse, der dog står uden for alle ellers kendte årsags-virknings-sammenhænge ("under"). Det kan ikke indses "udefra", men blev kun åbenbaret for en lille kreds af vidner. Den der vil tro NT, kan kun tro disse vidner og stole på deres vidnesbyrd – ellers ikke.
Her ligger grunden til den store variation af tydninger: Mens rationalistiske teologer og religionskritikere taler om "bedrag" (Hermann Samuel Reimarus), "fiktion“ og "subjektive visioner“ (David Friedrich Strauss), "projektion“ (Ludwig Feuerbach, Sigmund Freud), "mytologisk selvforståelse“ (Rudolf Bultmann), "apologetiske legender“ (Hans Graß) og forklarer disse som en "forarbejdning af skyldfølelser" (Gerd Lüdemann), så forsøger evangikale, konservative og fundamentalkatolske at vise Jesu opstandelse som en "historisk tildragelse". En mellemposition havde Karl Barth: han betonede de objektive hændelser bag trosvidnesbyrdene, som dog principielt ikke er historisk verificerbare.
- Den opstandne skænker forsoning og overvinder således den manglende tro

Påsketeksterne betoner identiteten mellem den nu opstandne og den tidligere korsfæstede. De erindrer disciplene om deres svigten over for hans død: de havde forrådt, forladt og fornægtet ham. Kun han selv kunne altså overvinde deres mangel på tro. Dette gjorde han ved at forsone sig med dem; først dette åbnede deres øjne. Det fælles måltid gav dem fornyet del i frelsen – og denne gang uigenkaldeligt.
Især betoner evangelierne dette aspekt, og det er meningen med måltidsmotivet i deres tilsynekomsttekster. Derfor fejrede urmenigheden ved hver gudstjeneste måltidsfællesskabet, nadveren
- Den korsfæstede jøde fra Galilæa er den til Gud ophøjede Guds "søn"

Med forsoningen skabte den opstandne samtidig erkendelsen af hvem han egentlig er: den af Gud sendte og ophøjede Kristus. Dette menneske er altså den endegyldige åbenbarer af denne Gud og hans gudbilledlighed (1 Mos 1,27) . Sådan har de urkristne forkyndt ham, mens de før hans død endnu – som han selv havde gjort – forkyndte Guds rige (Matt 10,7). "Søn"-titlen indeholder derved også aspektet af evig udvælgelse (præeksistens), nutid, verdensherredømme og genkomst.
- Guds søn er den kommende verdensdommer

Alle urkristne tydede Jesu tilsynekomst som "opstandelse". Det var ud fra deres jødiske trosforudsætninger utænkeligt, idet det at "opstå" var noget de døde skulle i fællesskab – og det først ved verdens ende når Gud kommer til dom. En person der var dømt efter jødisk lov og korsfæstet, blev regnet som en Gud frafalden. Han ville efter jødisk tro ikke opvækkes, eller han ville blive forkastet ved den endelige dom.
Teksterne viser efter den fortvivlede discipelflugt deres glæde  over den overraskende vending, en glæde som er umulig at overse. Jesu tilsynekomst var fuldstændig uventet for dem og fremkaldte først frygt: thi dermed kom dommeren for at holde og iværksætte sin endelige dom. Især Paulus – urmenighedens forfølger – erfarede dette: over for ham viste den introniserede menneskesøn sig i en lysglans fra Guds herlighed. (ApG 9,3; 2 Kor 3,18). Her kunne kun følge tavshed, blændelse og knæfald. I hans kaldelsesvision mangler derfor måltids- og sendelsesmotivet og et skriftbevis. Disse havde allerede Stefanus, hvis missionsprædiken (ApG 7) Paulus vel havde hørt. Først efter sin dåb modtog han ifølge ApG 22,16ff opgaven at bedrive folkemission.
- Dommerens komme vil forvandle verden fuldstændig

Jesu opstandelse bekræftede for de urkristne de jødiske profetiers (Es 25,8; Es 35,10, Ez 37,12-14) og apokalyptiks (Dan 7,2-14) fremtidsforventninger om skabningens forvandling i de sidste tider og overvindelsen af døden (1 Kor 15; Åb 21,3-5). Derfor forkyndte de ham som den første opstået fra de døde som førstegrøden af dem, der er sovet hen (1 Kor 15,20), og forudså altså med hans opstandelse fremtiden for alle døde og antydningen af den nye skabning, og de forventede hans genkomst allerede i deres egen levetid (1 Kor 15,51; Mark 13,30).
Derfor spillede den tomme grav ikke nogen primær rolle i den urkristne forkyndelse. Det var kun en sekundær bekræftelse af det egentlige påskebudskab. Det betonede den nye realitet for Jesu liv og viste dem vejen fra fortid til fremtid: Hvorfor leder I efter den levende blandt de døde? (Luk 24,5)
- Den opstandnes nærværende ånd sender dem på folkemission, der tror på ham

Helligåndens gave ved pinsebegivenheden bekræftede for de urkristne overvindelsen af sprogforvirringens forbandelse (1 Mos 11) og gav dem altså håb om forståelse og fred mellem folkene (Apg 2,1-11). Allerede den første Petersprædiken forkyndte Jesu opstandelse som en kaldelse af folkene, og opfyldelsen af Abrahams velsignelse af alle jordens slægter (Apg 2,14; Apg 3,12ff; Apg 4,8ff). Denne opfyldelse begyndte i Jesu levetid med helbredelsen af syge (Apg 5,12ff).
Disse aspekter eller dimensioner af Jesu opstandelse er i NT uadskillelige, men træder ikke frem overalt samtidig. Den videre kristologi og soteriologi udfolder de så i forhold til de enkelte menigheder.

## Død for os: Den opstandnes kors i den ældste lidelseshistorie
Jesu opstandelse bevirkede at disciplene dannede den oprindelige menighed fra hvilken den ældste lidelsesberetning stammer. Mens denne korsfæstede blev oprejst gjaldt disciplenes spørgsmål meningen med hans død og forståelsen af hans lidelse ved hjælp af Skriften (Luk 24,14-17)

### Kompositionen i Markusevangeliet
Markusevangeliet sigter fra begyndelsen mod Jesu død og opstandelse: thi efter forløberen (i NT Johannes Døber Mark 1,2ff) fulgte profetien om den sidste dom, den kosmiske omvæltning (Es 40,3-5). Hele Jesu historie vil forstås som forvarsling eller forudgribelse af denne verdensrevolution og som den ultimative bekræftelse af denne jødiske frelsesforventning.
Således knytter lidelses-, døds- og opstandelsesforudsigelser, som Jesus skal have fremsat, fortællingen om hans virke i Galilæa sammen med hans lidelse i Jerusalem (Mark 8,31; 9,31; 10,33). De udtrykker den tydning som Jesus selv gav sin død ifølge den førmarkianske lidelsesberetning .

### Jesu Pesachmåltid
I rammen af et Pesachmåltid talte Jesus aftenen før sin død til den forsamlede kreds af "de tolv" der stod for hele Israel og inkluderede Judas Iskariot, Mark 14,24:
 Dette er mit blod, pagtens blod, som udgydes for mange.
Udtrykket "for mange" betyder på aramæisk også 'for alle'. Det er en tydelig hentydning til en i hele GT egenartet profeti, nemlig den stedfortrædende for hele folket lidende "Herrens tjener" (Es 52,13-53,12 "Herrens lidende tjener"). At der her foreligger en historisk erindring om Jesu egen tydning, har Joachim Jeremias gjort sandsynlig.

### Forvarslingen eller forudgribelsen af den endelige dom
Lidelseshistorien tyder korsfæstelsen som forudgribelse af den endelige dom over hele jorden: det viser mørket og tidsangivelsen hen til (Mark 15,33). Mørket er en symbolsk opfyldelse af domsforkyndelsen  i Israels profeti (bl.a. Am 5,18; Joel 2,2). Tidsangivelsen viser i Israels apokalyptik hen til tidspunktet hvor Gud fuldfører sin forudbestemte plan. Her udløber den frist der er sat for al voldsherredømme (Dan 7,12).
Teksten forkynder altså at den endelige dom over Israel og folkeverdenen  allerede fandt sted. Gud selv har givet sin søn for at redde Israel og alle mennesker fra denne dom.

## Jesu korsord
Jesus skal på korset have bedt for sine jødiske anklagere og romerske mordere med ord fra Salme 22 (Sl 22, Mark 15,34):
Min Gud, min Gud! Hvorfor har du forladt mig?
Denne salme er siden eksilet blevet brugt om Israels uberettigede lidelse. Jøder der uretfærdigt var dømt til døden har bedt sådan i Babylon, Rom, Auschwitz, Bergen-Belsen og andre steder.
Senere har de kristne skabt en liste over syv “korsord”, som Jesus efter sigende udtalte på korset.
Jesu gudforladthed har en eksklusiv og en inklusiv side. Som den for os dømte, led han stedfortrædende for os: Kun han kan det, kun han gør det. Ingen anden kan eller skal gøre dette mere. Som den med os og for os uretfærdigt lidende råber han på Guds retfærdighed. Sådan gør i dag endnu mange det som han og med ham, og han med dem.
De to sider er ikke til at skille fra det jødiske folks historie. Thi den bedende i Salme 22 appellerer til den Gud der er Gud for Exodus (ty. Gott des Exodus) og indsætter sin lidelse i Israels samlede historie. Han beder og lider med og for sit folk.

### Gudsrigets tilstedeværelse indeholdt i Jesu død
Markus overleverer en afskedsbesværgelse af Jesus ved Pesachmåltidet (Mark 14,25): Sandelig siger jeg jer: Jeg skal aldrig mere drikke af vintræets frugt, før den dag jeg drikker den som ny vin i Guds rige. I overensstemmelse hermed afviste han den lindringsdrik der blev rakt ham (Mark 14,23).
Dog efter at have udråbt sit klageråb om gudsforladthed (Mark 15,34) modtog han eddiken fra dem der så ham som den genfødte Johannes og håbede at profeten Elias ville redde ham. Guds dom skilte ham ikke fra, men forbandt ham uløseligt med sit folk og dets forhåbninger.
Således siger lidelsesberetningen: At netop i Jesu død ligger håbet for os. Gud er selv til stede i denne død, lider og dør med sin søn. Guds rige vil komme og overvinde al voldsherredømme. Jesus har selv ultimativt bekræftet dette Guds tilsagn. Idet han gav sit liv for alle folk ved befrielsesfesten for Israel, gav han med Israel alle håbløst slavegjorte og torturerede andel i Guds tilsagn.

### Den nutidige relevans af Jesu død
Den "farlige erindring"  om Jesus' konkrete lidelseshistorie kan bidrage til at overvinde det århundredlange fjendskab mellem kristne og jøder. For kristne skal det ikke længere være muligt at skille den hinsidige frelse og den dennesidige befrielse, fred og retfærdighed, tro og politik, bøn om Gudsriget og engagement i verdensforandring – og at spille disse ud mod hinanden.
Tager man den ældste lidelsesberetning ordret, så er det netop forkyndelsen af Jesu død – der i den europæiske historie igen og igen førte til jødepogromer, og blev misbrugt – den afgørende grund til en ikke opsigelig solidaritet af alle kristne med alle jøder og alle uretmæssigt forfulgte. Samtidig lader jødefjendtlige udsagn i evangelierne sig fra da af relativere og sagligt afkræfte som situationsbestemte.

## Urkristne højhedstitler

### Davids søn
Denne titel betegner messias som efterkommer til kong David, der grundlagde Storisrael, besejrede sine fjender og indledte tempelbyggeriet.
David modtog tilsagnet om evig tronfølge (2 Sam 7,13f) efter at han havde overført det gamle tolvstammeforbunds pagt til Jerusalem. Dertil knyttedes messiasforventningen fra eksilprofetien efter kongerigets undergang idet man håbede på messias som et senere "skud" på Davids stamme (et "Davids rodskud")Es 11,1.
Dette messiasbillede var i folket også forbundet med lov og ret for fattige og helbredelse af syge. Hvor Jesus bliver nævnt, står den slags forventninger i forgrunden. Dette har Jesus ikke modsagt (Mark 10,46–52).
Men den nye David skulle også med magt befri Israel fra fjenderne: dem har Jesus dog symbolsk modsagt og i stedet erindret om den magtesløse messias Zakarias (Mark 11,1-10 ?)
Han skal også have betonet at messias ikke var en efterfølger, men en forfader til David og hans overordnede (Mark 12,35f). Dette spiller åbenbart på den præeksistente "menneskesøn", kommende fra Guds område (Dan 7,13f).

### Kristus/Messias

#### Det Gamle Testamente (GT)
"Christos“ er en oversættelse af det hebræiske ord Maschiach til græsk (græciseret til messias, ordret oversat "den salvede") : Salvingen af hovedet med kostbare olier erindrer om det tidlige ritual ved kongevalg; det blev første gang foretaget af profeten Samuel over for Saul som en opgave fra Gud (1 Sam 10). Højhedstitlen betegner i Tanakh først og fremmest fremtidige tronarvinger af hvem Israel forventede sig beskyttelse og hjælp; senere også ypperstepræster og til slut – siden Esajas omkring 730 f. Kr. – den endelige frelsesformidler.

#### Det Nye Testamente (NT)
NT anvender titlen i den sidste betydning, dog tilbageholdende og stadig i afgrænsning til samtidige misforståelser. Betegnelsen "Jesus Christus“ er en græsk nominalsætning og udtrykker den urkristne trosbekendelse: "Denne Jesus fra Nazaret er redningsmanden." Derved blev messiastitlen koncentreret på denne person og til hans egennavn. Samtidig blev den jødiske messiasforventning afvist: efter Jesus ville der ikke komme nogen anden messias.
Kristustitlen er dog åben for flere fortolkninger. Den kan opfattes som egenskaber ved mennesket Jesus og betyder da: "den der befrier, redder, hjælper, med evne til kærlighed osv. Om Jesus selv kaldte sig "Maschiach“ er omstridt. Det ældste evangelium giver kun sparsom belæg derfor. Det betoner at messiasforventningen blev påtrykt Jesus udefra og at han skulkle have afvist den eller besvaret den med henvisning til sin nødvendige liden for frelsen 

### Guds søn
I den hebræiske bibel betegner denne titel for det første enhver gudfrygtig jøde, for det andet hele det udvalgte folk (Hos 11,1). Tekster fra ordenssamfundet Qumran giver dog belæg for at denne titel på Jesu tid også allerede blev anvendt og reserveret for messias. I denne form bliver den af ypperstepræsten Kaifas brugt om Jesus (Mark 14,61) og  anvendt i den hellenistisk influerede urkristendom.
Paulusbrevene, fx Rom 1,3, og Markusevangeliet (Mark 15,39) anvender fortrinsvis "Guds søn"-titlen for at fremhæve denne messias over for jødedommen.
Jesus brugte det aldig om sig selv, men kaldte på den ene side Gud for en "Abba" (kære fader), og på den anden side sine disciple og andre jøder for "Guds børn": Han bragte dem Guds kærlighedsfulde omsorg nær (Matt 6,25-33).

### Menneskesøn

#### Det Gamle Testamente (GT)
Denne figur dukker første gang op i den apokalyptiske litteratur omkring 170 f.Kr.   I Daniels vision (Dan 7,2-14) bliver der først skildret om Guds tronbestigelse ved den endelige dom, derpå tilintetgørelsen af alle de mennekelige storriger der baserer sig på vold, så tilsynekomsten af en "menneskelignende". Til denne vil Gud overlade al sin herskermagt. Hertil vil alle mennesker tjene, og hans rige vil vare evigt.
Det knyttede an til ældre profetiske messiasspådomme om fred mellem folkene der hidtil var forblevet uopfyldt, men det afgrænsede sig imidlertid også derfra: thi nu skete forløsningen kun fra Guds dom, altså samtidig med håbet om verdens ende. Om tempel og om messias var der ikke mere tale i visionen. Den endelige ændring eller vending ved de sidste tider blev nu ikke længere tiltroet noget menneske, heller ikke nogen fra Davids stamme
Først efter dommen over alle voldsherskere skulle "... det højhellige blive(r) salvet", altså det jødiske tempel på ny indvies (Dan 9,24). Således modsagde Daniels apokalyptik dem der gav sig tilfreds med fordrivelsen af de fremmede herskere som havde indviet templet
Det jødiske senskrift Første Enoksbog og Fjerde Ezrasbog forsøgte da at forbinde og udligne frelsesforventningen til messias med menneskesønnen. Dermed fik menneskesønnen attributten verdensdommer: han ville altså ikke vise sig efter, men ved den endelige dom og repræsentere Gud ved den lejlighed.
Denne særlige jødiske apolalyptik var med til at sætte præg på tiden "mellem" testamenterne og forventningen om den sidste tid ved årtusindskiftet. Den blev delt af de fleste farisæere. For saddukæerne derimod var Daniels apokalyptik en vranglære, fordi der ikke stod noget om menneskesønnen i Toraen, de fem mosebøger, som for dem alene var målestokken.

#### Det Nye Testamente (NT)
I Jesu mund forekommer udelukkende menneskesøn-titlen. Af alle de titler der blev tillagt ham før og efter påske, kunne han altså som den sandsynligste  have tillagt sig denne.. Den dukker allerede op i logiakilden og ganske vist kun i ordrette ord af Jesus?/und zwar nur in wörtlicher Rede Jesu?/. Dér taler Jesus altid om den "kommende" menneskesøn og tillige i tredje person. Heller ikke andre steder i NT siger Jesus "Jeg er Menneskesønnen". Spørgsmålet om han har ment sig selv eller en anden, forbliver et af de vigtigste stridstemaer i NT-forskningen.
Hvilken forestilling om menneskesønnen der er ment i et ord af Jesus, lader sig vel kun afgøre fra fald til fald. Hos Markus gør Jesus allerede krav på menneskesønnens fuldmagt at kunne tilgive synder (Mark 2,10) og at kunne helbrede på en sabbat (Mark 2,28). Denne fuldmagt bliver først overdraget til Daniel som menneskesøn efter den endelige dom.
Senere kundgjorde Jesus menneskesønnens udlevering til fjenden (Mark 8,31}. Dette var ikke forudset i Daniels vision, fordi menneskesønnen dér først optræder efter at Gud har besejret Israels fjende.
Egenartet er et Jesusord der sætter titlen af menneskesøn i forbindelse med og betoner forventningen om den for folket stedfortrædende "Herrens lidende tjener", der skulle være kommet for at tjene, ikke for at herske (Mark 10,35-45) : derved bliver den apokalyptiske omvendelse af magtforholdene i tiden efter den sidste dom trukket ind i nutiden før denne endelige dom. Derfor kunne de urkristne senere tyde Jesu død som Guds søns tjenende magtafskrivelse for menneskeheden (Fil 2,7) – og som stedfortrædende overtagelse af den endelige dom (Mark 15,34).
I talerne om den sidste dom (Mark 13,1; Matt 25,1; Luk 21,1; Joh 3,5, 3,19-20) optræder menneskesønnen som verdensdommer. Han trådte altså i stedet for Gud selv i denne funktion.
Efter påske erstattede urmenigheden i Jerusalem titlen menneskesøn med Kyrios for at udtrykke Jesu ophøjelse til Guds side. Kun Stefanus bekendte sig til den ophøjede menneskesøn (ApG 7,56) og blev derfor dømt til stening af det høje råd, Synedriet.

### Kyrios
Denne titel er den græske oversættelse af det hebræiske gudsnavn "JHWH". Det betegner hellighed, magtfylde og verdensherredømme.
"Jesus Kristus er Herre, til Gud Faders ære". (Fil 2,11) er en af de ældste kristne trossætninger overhovedet – sml "Maranata": "Vor Herre, kom!" (1 Kor 16,22 
Messias er i Bibelen et af Gud udvalgt, men dødeligt menneske. At han her af jøder kunne identificeres med Gud selv er et stærkt indicium for at Jesus har fremstillet sig selv som den kommende med-Gud-lige "menneskesøn" fra Daniel 7.
Så havde Kyrios-titlen efter påske fortrængt og erstattet Menneskesøn-titlen, fordi man respekterede at Jesus selv kaldte sig det før påske og nu var ophøjet til Gud.
Titler fra før påske er blandt andet: genkommen Johannes, ny Elias, profet, lovens ende, den sidste råber, endegyldig bod, messias, Guds søn (ganske vist kun i jødisk forstand som engel henholdsvis overbringer af Guds ord), menneskesøn, Davids søn, etc.
Af titler fra efter påske er blandt andet: den korsfæstede, den opstandne, Kristus, Guds søn, etc.

### Guds lam
Denne titel er typisk sonoffer-tydning af Jesu død i rammen af en Pesachfest (Joh 1,29) der knytter an til profetudsagnet om "Herrens lidende tjener" (Es 53,7).
Mangfoldigheden af titler i NT viser allerede den mangfoldighed af muligheder der er for udlægningen af "død for os" i de ældste trossætninger, credoformler.

## Yderligere titler og selvbeskrivelser af Jesus i Det Nye Testamente
Der er i NT henved 40 forskellige titler som Jesus enten har tilskrevet sig selv eller som blev givet ham af andre – fortrinsvis af Paulus og Johannes:
| Dansk                           | Citat | Opslag      | Tysk (kan udgå efter {eftersyn}) |
| ------------------------------- | --- | ----------- | -------------------------------- |
| Alfa og Omega                   | Jeg er Alfa og Omega, siger Gud Herren, han som er og som var og som kommer, den Almægtige. | Åb 1,8      | A und O (Anfang und Ende)        |
| Læge                            | Men da Jesus hørte det, sagde han: »De raske har ikke brug for læge, det har de syge. ... | Matt 9,12   | Arzt                             |
| Brudgom                         | Den, der har bruden, er brudgom; men brudgommens ven, som står og lytter efter ham, fyldes med glæde, når han hører brudgommen komme. Det er min glæde, og den er nu fuldkommen. Han skal blive større, jeg skal blive mindre. | Joh 3,29    | Bräutigam                        |
| Livets brød                     | Jesus sagde til dem: »Jeg er livets brød. Den, der kommer til mig, skal ikke sulte, og den, der tror på mig, skal aldrig tørste.                                                                                               | Joh 6,35    | Brot des Lebens                  |
| Broder                          | For den, der helliger, og de, der helliges, har alle samme fader; derfor skammer han sig ikke ved at kalde dem brødre, ... | Hebr 2,11   | Bruder                           |
| Guds billede                    | Han er den usynlige Guds billede, al skabnings førstefødte. | Kol 1,15    | Ebenbild Gottes                  |
| Hovedhjørnesten                 | I er bygget på apostlenes og profeternes grundvold med Kristus Jesus selv som hovedhjørnesten. | Ef 2,20     | Eckstein                         |
| Førstefødte                     | Han er den usynlige Guds billede, al skabnings førstefødte. | Kol 1,15    | Erstgeborener der Schöpfung      |
| Førstefødte af de døde          | ...og fra Jesus Kristus, vidnet, den troværdige, den førstefødte af de døde og herskeren over jordens konger. Ham, som elsker os og har løst os fra vore synder med sit blod, ...                                              | Åb 1,5      | Erstgeborener von den Toten      |
| Ven                             | Jeg kalder jer ikke længere tjenere, for tjeneren ved ikke, hvad hans herre gør; jeg kalder jer venner, for alt, hvad jeg har hørt af min fader, har jeg gjort kendt for jer.                                                  | Joh 15,15   | Freund                           |
| Livets fyrste                   | Livets fyrste dræbte I, men Gud oprejste ham fra de døde. Det er vi vidner om. | ApG 3,15    | Fürst des Lebens                 |
| Den retfærdige                  | For også Kristus led én gang for menneskers synder, som retfærdig led han for uretfærdiges skyld for at føre jer til Gud. Han blev dræbt i kødet, gjort levende i Ånden, ...                                                   | 1 Pet 3,18  | der Gerechte                     |
| Hoved over alle ting til kirken | Alt har han lagt under hans fødder, og han har givet ham som hoved over alle ting til kirken | Ef 1,22     | Haupt der Gemeinde               |
| Guds hellige                    | ... og vi tror, og vi ved, at du er Guds hellige. | Joh 6,69    | der Heilige Gottes               |
| Herren                          | For vi prædiker ikke os selv, men Jesus Kristus som Herren og os selv som jeres tjenere for Jesu skyld | 2 Kor 4,5   | der Herr                         |
| Den gode hyrde                  | Jeg er den gode hyrde. Den gode hyrde sætter sit liv til for fårene | Joh 10,11   | der gute Hirte                   |
| Ypperstepræst                   | For vi har ikke en ypperstepræst, der ikke kan have medfølelse med vore skrøbeligheder, men en, der er blevet fristet i alle ting ligesom vi, dog uden synd.                                                                   | Hebr 4,15   | der Hohepriester                 |
| Immanuel                        | »Se, jomfruen skal blive med barn og føde en søn, og de skal give ham navnet Immanuel« – det betyder: Gud med os. | Matt 1,23   | Immanuel (Gott mit uns)          |
| Guds tjener                     | Abrahams Gud og Isaks Gud og Jakobs Gud, vore fædres Gud, har herliggjort sin tjener Jesus, som I forrådte og fornægtede over for Pilatus, skønt han havde besluttet at løslade ham.                                           | ApG 3,13    | Knecht Gottes                    |
| Konge                           | stillede sig foran ham og sagde: »Hil dig, jødernes konge!« og slog ham i ansigtet | Joh 19,3    | König                            |
| Livet                           | Jesus sagde til hende: »Jeg er opstandelsen og livet; den, der tror på mig, skal leve, om han end dør | Joh 11,25   | das Leben                        |
| Verdens lys                     | Atter talte Jesus til dem og sagde: »Jeg er verdens lys. Den, der følger mig, skal aldrig vandre i mørket, men have livets lys                                                                                                 | Joh 8,12    | Licht der Welt                   |
| Mester og Herre                 | I kalder mig Mester og Herre, og med rette, for det er jeg | Joh 13,13   | Meister (Lehrer)                 |
| Menneskesøn                     | Og han sagde: »Nu ser jeg himlen åben og Menneskesønnen stå ved Guds højre side.« | ApG 7,56    | Menschensohn                     |
| Kristus/Messias                 | Simon Peter svarede: »Du er Kristus, den levende Guds søn. | Matt 16,16  | Messias                          |
| Formidler                       | For der er én Gud og én formidler mellem Gud og mennesker, mennesket Kristus Jesus, | 1 Tim 2,5   | Mittler zwischen Gott und Mensch |
| Offerlam                        | Næste dag så han Jesus komme hen imod sig og sagde: »Se, dér er Guds lam, som bærer verdens synd. | Joh 1,29    | Opferlamm                        |
| Profet                          | Da folk havde set det tegn, han havde gjort, sagde de: »Han er sandelig Profeten, som skal komme til verden. | Joh 6,14    | Prophet                          |
| Rabbi (Lærer i Skriften)        | Da Jesus vendte sig om og så dem følge efter, sagde han: »Hvad vil I?« De svarede: »Rabbi, hvor bor du?« – Rabbi betyder Mester.                                                                                               | Joh 1,38    | Rabbi (Lehrer der Schrift)       |
| Verdens frelser                 | ' Og til kvinden sagde de: »Nu tror vi ikke længere på grund af det, du fortalte; vi har nemlig selv hørt ham og ved, at han i sandhed er verdens frelser.«                                                                    | Joh 4,42    | Retter der Welt (Heiland)        |
| Guds søn                        | Men da tidens fylde kom, sendte Gud sin søn, født af en kvinde, født under loven, | Gal 4,4     | Sohn Gottes                      |
| Syndoffer                       | Ham, der ikke kendte til synd, har han gjort til synd for os, for at vi kunne blive Guds retfærdighed i ham. | 2 Kor 5,21  | Sündopfer                        |
| Døren                           | Jesus sagde da igen: »Sandelig, sandelig siger jeg jer: Jeg er døren til fårene. | Joh 10,7    | die Tür                          |
| Sandheden                       | Jesus sagde til ham: »Jeg er vejen og sandheden og livet; ingen kommer til Faderen uden ved mig. | Joh 14,6    | die Wahrheit                     |
| Vejen til Gud                   | Jesus sagde til ham: »Jeg er vejen og sandheden og livet; ingen kommer til Faderen uden ved mig. | Joh 14,6    | der Weg zu Gott                  |
| Vintræ                          | Jeg er det sande vintræ, og min fader er vingårdsmanden. | Joh 15,1    | der Weinstock                    |
| Visdom                          | Men ham skyldes det, at I er i Kristus Jesus, som er blevet visdom for os fra Gud, både retfærdighed og helligelse og forløsning,                                                                                              | 1 Kor 1,30  | die Weisheit                     |
| Ordet                           | Og Ordet blev kød og tog bolig iblandt os, og vi så hans herlighed, en herlighed, som den Enbårne har den fra Faderen, fuld af nåde og sandhed.                                                                                | Joh 1,14    | das Wort                         |
| Det troværdige vidne            | og fra Jesus Kristus, vidnet, den troværdige, den førstefødte af de døde og herskeren over jordens konger. Ham, som elsker os og har løst os fra vore synder med sit blod                                                      | Åb 1,5      | der treue Zeuge                  |
| Den anden Adam                  | Således står der også skrevet: »Det første menneske, Adam, blev en levende sjæl,« den sidste Adam blev en ånd, der gør levende                                                                                                 | 1 Kor 15,45 | der zweite Adam                  |

## Profetudsagn i Det Nye Testamente
Forfatterne af Det Nye Testamente sætter mange passager fra Det Gamle Testamente i forbindelse med Jesus. Det bliver således på mange forskellige måder til en forudsigelse af denne messias, for eksempel i:
| Det Gamle Testamente | Udtryk / Tema / Emne                                                                       | Det Nye Testamente |
| --- | ------------------------------------------------------------------------------------------ | --- |
| 1 Mos 49,10 Scepteret viger ikke fra Juda, staven ikke fra hans fødder, til der kommer en hersker, ham skal folkene adlyde. | Af Juda stamme                                                                             | Luk 3,33 søn af Amminadab, søn af Admin, søn af Arni, søn af Hesron, søn af Peres, søn af Juda, |
| Mika 5,1 Du, Betlehem, Efrata, du er lille blandt Judas slægter. Fra dig skal der udgå én, som skal være hersker i Israel; hans udspring er i fortiden, i ældgamle dage. Mika 5,1 Du, Betlehem, Efrata,                                                                   | Betlehem som Jesu fødested                                                                 | Matt 2,1 Da Jesus var født i Betlehem i Judæa i kong Herodes' dage, se, da kom der nogle vise mænd fra Østerland til Jerusalem |
| Es 7,14 Men Herren vil selv give jer et tegn: Se, den unge kvinde skal blive med barn og føde en søn, og hun skal give ham navnet Immanuel. | "Født af en jomfru"                                                                        | Matt 1,18 Med Jesu Kristi fødsel gik det sådan til: Hans mor Maria var forlovet med Josef, men før de havde været sammen, viste det sig, at hun var blevet med barn ved Helligånden                                                                                             |
| Sl 41,10 Selv min ven, som jeg stolede på, og som spiste brødet med mig, har løftet hælen imod mig. | Forrådt af en ven                                                                          | Mark 14,10 Men Judas Iskariot, en af de tolv, gik til ypperstepræsterne for at forråde ham til dem |
| Sl 22,17 Hunde omgiver mig, en flok af forbrydere står omkring mig; de har gennemboret mine hænder og fødder Es 53,5 Men han blev gennemboret for vore overtrædelser og knust for vore synder. Han blev straffet, for at vi kunne få fred, ved hans sår blev vi helbredt. | Gennemboret på hænder og fødder                                                            | Joh 19,18 ... hvor de korsfæstede ham, og sammen med ham to andre, én på hver side, med Jesus i midten. |
| Sl 22,19 ... de deler mine klæder mellem sig, de kaster lod om min klædning. | Soldater kaster lod om hans klæder                                                         | Mark 15,24 Så korsfæstede de ham og delte hans klæder ved at kaste lod om, hvem der skulle have hvad. |
| Dan 9,25 Du skal vide og forstå: Fra den tid ordet om at genopbygge Jerusalem udgik, og indtil der kommer en salvet fyrste, er der syv uger. I 62 uger skal det stå genopbygget med torve og gader. Men det er trængselstider!                                            | 69 "åruger" = 483 år (en periode på syv) (sml. 1 Mos 41; 3 Mos 25,8 4 Mos 14,34 Ez 4,5f ). | Joh 19,31 (Jesu død ved Pesachfesten 32 e. Kr.) ... Det var forberedelsesdag, og for at legemerne ikke skulle blive hængende på korset sabbatten over – for det var en stor sabbatsdag – bad jøderne Pilatus om, at de korsfæstedes ben måtte blive knust og de døde taget ned. |

"Skriften" var for Jesu disciple nøglen til at forstå hans død og opstandelse som Guds forudbestemte vilje. Det kunne de imidlertid kun hvis Jesus selv havde lagt denne opfattelse nær dem.

## Kristologien i Paulusbrevene
Paulus var den første kristne "teolog". Han blev som Saulus og som en forfølger af kristne ved en Jesusvision (ApG 9) omvendt og kaldet til at virke som apostel for folkene. Han grundlagde på rejser i Middelhavsområdet en række kristne menigheder, som han bistod ved brevskrivelser. Han gik ind for mission blandt folkene uden krav om omskærelse; det vil sige at han udlagde Israels Tora anderledes end skriftlærde på den tid havde gjort. Han bekræftede dog samtidig den uopsigelige afhængighed som alle kristne stod i til Israel som udvalgt (Romerbrevet, Rom 9 kap. 9-11).